# Herty
Herty è una comunità non incorporata degli Stati Uniti d'America, situata nella contea di Angelina dello Stato del Texas.

## Geografia
La comunità è situata nella parte centro-settentrionale della contea, a 3 miglia ad est di Lufkin all'intersezione tra la State Highway 103 e la Farm to Market Road 842.

## Istruzione
A Herty è presente una scuola, la Herty Elementary School, che fa parte del Lufkin Independent School District.